# ジェイコブ・ピッツ
ジェイコブ・ピッツ（Jacob Pitts, 1979年11月20日 - ）は、アメリカ合衆国の俳優である。

## 出演作品

### テレビ
- PERSON of INTEREST 犯罪予知ユニット
- グッド・ワイフ
- JUSTIFIED 俺の正義
- ザ・パシフィック（ビル・“フージア”・スミス1等兵）
- ロー&オーダー
- スニーキー・ピート

### 映画
- ギプスの女
- ラスベガスをぶっつぶせ（ジミー・フィッシャー）
- ユーロトリップ（クーパー・ハリス）
- セパレート・ピース/友情の証